# Kino „Kinema” w Radomsku
Kino „Kinema” (dawniej "Adria", "Metropol", "Wolność" i "Metalowiec") – kino działające w latach 1911-2010 w Radomsku, w województwie łódzkim. Obiekt wpisany do gminnej ewidencji zabytków.

## Nazwy
W 1911 r. nadano nowo powstałemu budynkowi kinoteatru nazwę „Kinema” w celu podkreślenia jego funkcji kinowej, która miała w założeniu dominować nad funkcją teatralną. W  okresie II wojny światowej używano nazw „Adria” (1940) i „Metropol” (1941). W latach 1945-1953 używano nazwy Kino „Wolność”, a następnie (1953-1990) „Metalowiec”. Od 1990 r. używano ponownie pierwotnej nazwy „Kinema”.

## Historia

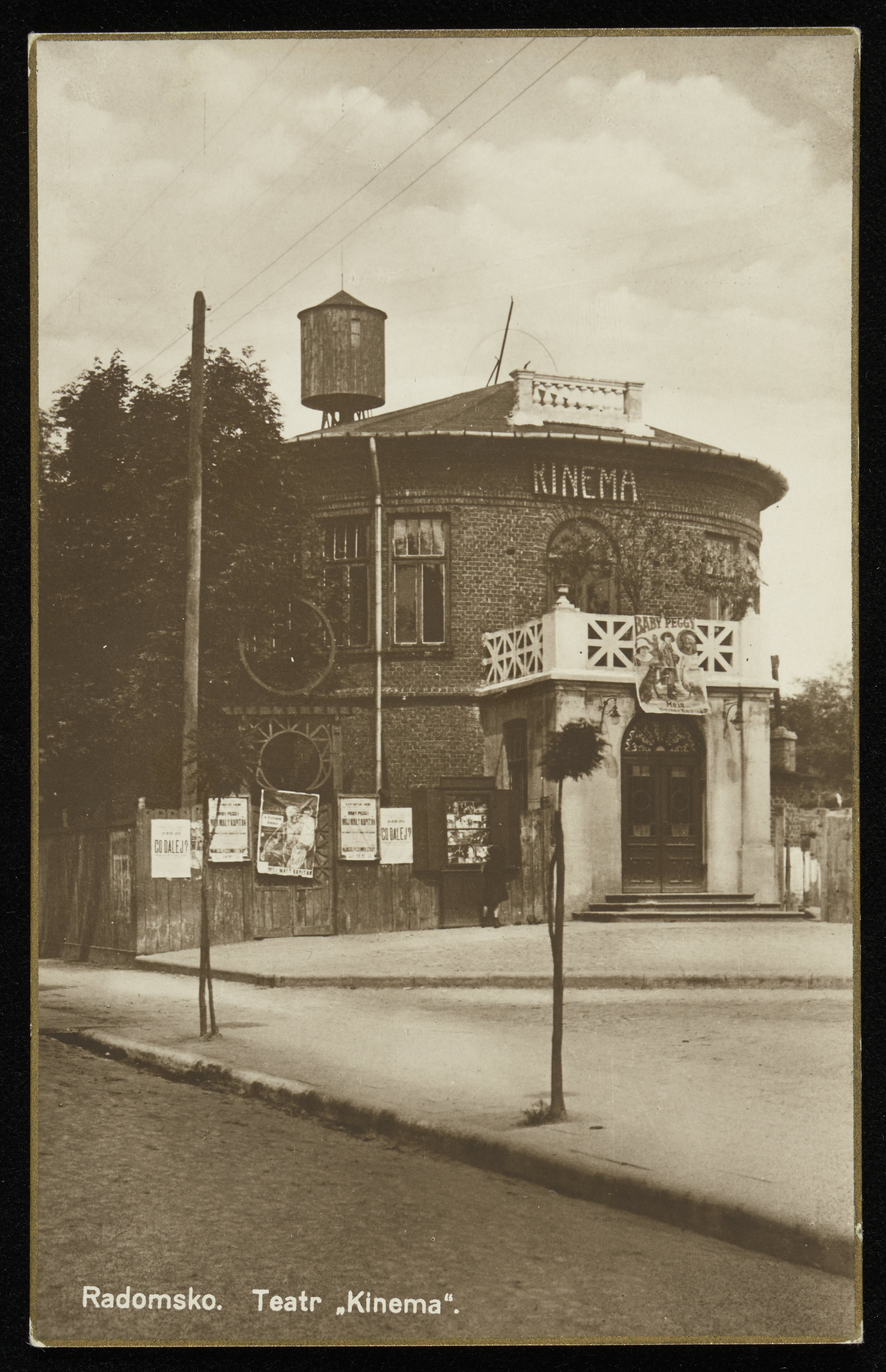
Kino „Kinema” między 1927 a 1933

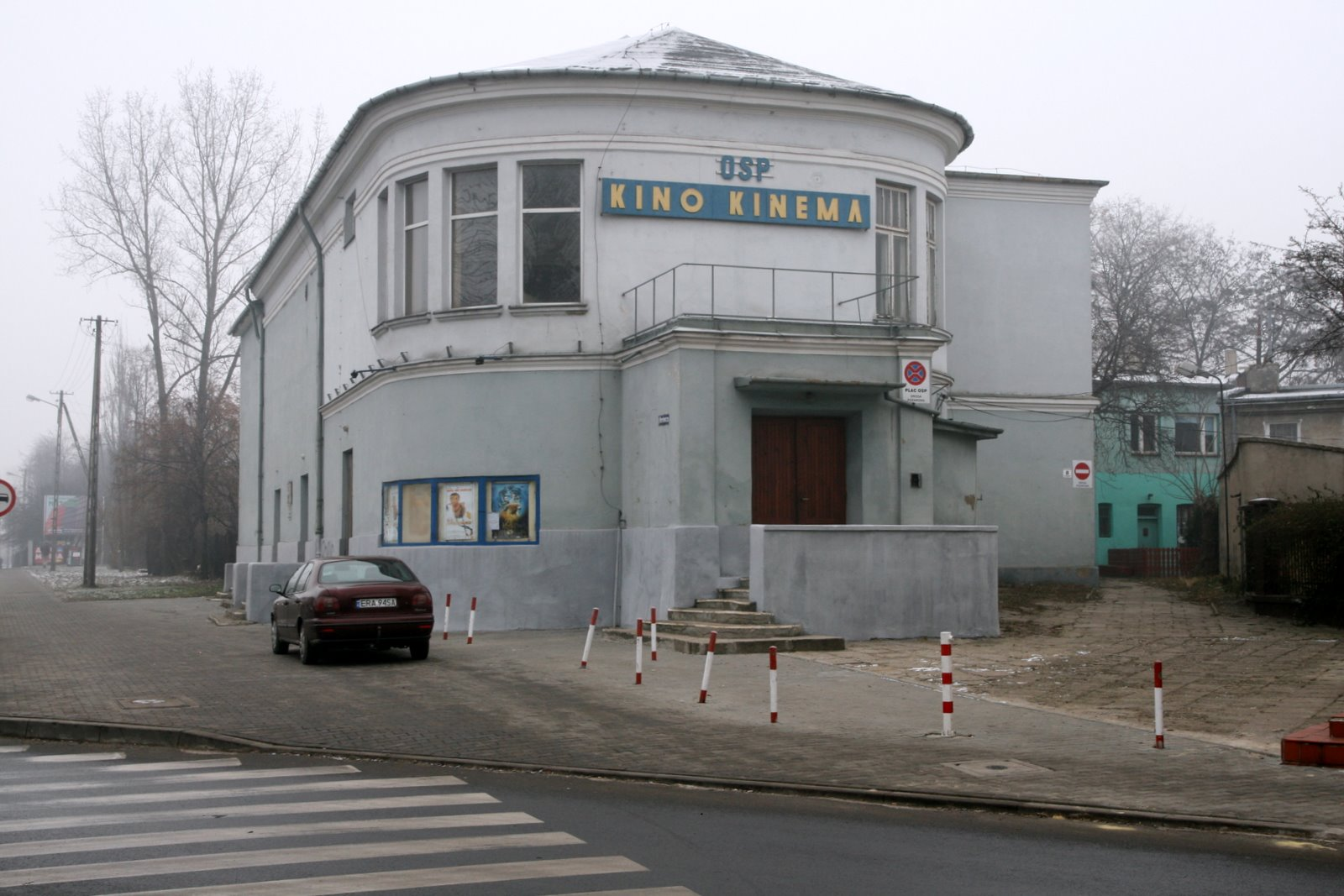
Kino „Kinema” w 2007 r.

Kinematograf w Radomsku był używany przynajmniej od 1909 r. Obecnie istniejący budynek kina (pierwotnie: kinoteatru) został oddany do użytku 3 grudnia 1911 r. Stanowił własność Straży Ogniowej Ochotniczej w Radomsku, która od czasu powstania (1881) udostępniała część zarządzanych przez siebie zabytków do celów kulturalnych. Budynek był  wyposażony w salę teatralną przystosowaną do potrzeb kinowych. W okresie I wojny światowej został znacznie zdewastowany.  W okresie międzywojennym stanowił centrum kulturalne miasta, jako miejsce różnorodnych wydarzeń artystycznych. Poza spektaklami kinowymi odbywały się tu koncerty, spektakle teatralne, wydarzenia sportowe oraz wystąpienia polityczne.  W okresie II wojny światowej kino było czynne, lecz bojkotowane przez wielu mieszkańców w akcie oporu wobec okupanta. Przez krótki okres po zakończeniu II wojny światowej sala kinowa pełniła funkcję sali rozpraw sądowych. 7 maja 1946 odbył się tam proces pokazowy żołnierzy Konspiracyjnego Wojska Polskiego (tzw. proces siedemnastu). W okresie PRL kino działało pod nazwami „Wolność” i „Metalowiec”. Budynek wciąż pełnił różne funkcje, m.in. odbywały się tam walki bokserskie.  W 1990 r. obiekt wrócił pod zarząd OSP w Radomsku i powrócił do pierwotnej nazwy „Kinema”.  W 2010 r. kino zostało zamknięte z przyczyn finansowych. Ostatnim filmem wyświetlonym w kinie „Kinema” był  Harry Potter i Insygnia Śmierci. Nieużytkowany od tego czasu budynek niszczeje. W 2023 r. został wykupiony przez miasto Radomsko z zamiarem rewitalizacji. 

## Film dokumentalny
Historia Kina „Kinema” jest tematem filmu dokumentalnego pt. Kinema (1999) w reżyserii Stanisława Różewicza, który jako chłopiec odwiedzał to kino jako widz. 